# Популяри
Популяри (лат. populares) — політичне угрупування в Стародавньому Римі, утворене в другій половині II ст. до н. е.
Популяри діяли в інтересах плебеїв, виступали проти фракції оптиматів. Найбільша активність популярів припала на часи діяльності братів Гракхів (друга половина II століття до н. е.). Вони були ідеологічними супротивниками оптиматів, опиралися на підтримку простого народу і протиставлялися політиці старої аристократії.

Популяри використовували уряд  народних зборів. Вони мали за мету подальше розширення Імперії, а отже відстоювали політику подальших завоювань нових територій. Подібно як у ранніх, так і в пізніших часах провідниками популярів були особи-вихідці з верстви нобілів, зокрема: Тіберій Гракх (лат. Tiberius Sempronius Gracchus), його брат Гай Гракх (лат. Gaius Sempronius Gracchus), Гай Марій (лат. Gaius Marius), Гай Марій Молодший (лат. Gaius Marius (Iunior)) і Юлій Цезар (лат. Imperator Gaius Iulius Caesar).
Кінець партійної діяльності популярів настав з появою Римської імперії.